# Arnoldiola dryophila
Arnoldiola dryophila är en tvåvingeart som först beskrevs av Jean-Jacques Kieffer 1909.  Arnoldiola dryophila ingår i släktet Arnoldiola och familjen gallmyggor. Inga underarter finns listade i Catalogue of Life.